# Vicia ciliatula
Vicia ciliatula är en ärtväxtart som beskrevs av Vladimir Ippolitovich Lipsky. Vicia ciliatula ingår i släktet vickrar, och familjen ärtväxter. Inga underarter finns listade i Catalogue of Life.